# Stefan Piekarski
Stefan Piekarski (ur. 10 listopada 1897 roku w Zgierzu) – pułkownik ludowego Wojska Polskiego, oficer radziecki, prawnik, sędzia wojskowy. W czasie wojny pomiędzy 1944 rokiem a majem 1945 roku wydał 22 wyroki śmierci, w latach 1945–1953 orzekł 32 razy karę śmierci.

## Życiorys
W 1914 roku uciekając przed oddziałami niemieckimi, udał się do Rosji. Był członkiem WKP (b) od sierpnia 1917 roku. Po wybuchu rewolucji październikowej walczył w Armii Czerwonej z wojskami Piotra Wrangla na Ukrainie, z wojskami tureckimi i brytyjskimi w Baku. W czasie wojny polsko-bolszewickiej  jako politruk 8. roty 224. pułku 25. Dywizji Czapajewskiej XII Armii Czerwonej dotarł w sierpniu 1920 roku pod Chełm i Zamość. W 1922 roku został politrukiem 6. pułku strzeleckiego. Był też politrukiem 84. pułku strzeleckiego 28. Górskiej Dywizji Strzeleckiej (1923–1924), sekretarz okręgowej komisji partyjnej w 1925 roku, sekretarz polityczny 5. Dywizji Kawalerii w latach 1925–1928. Członek kolegium sądów wojskowych 22. i 74. Dywizji w latach 1928–1929, Okręgu Wojennego Średnia Azja w latach 1929–1932, Moskiewskiego Okręgu Wojskowego w latach 1932–1933, Pogranicznej Ochrony Krymu w latach 1933–1936, Północnokaukaskiego Okręgu Wojskowego w latach 1936–1938.
Od 9 czerwca 1938 roku do 11 maja 1939 roku więziony przez NKWD. Do 1943 roku pozostawał w rezerwie Armii Czerwonej. W maju 1943 roku zmobilizowany i skierowany do służby w LWP.
Przewodniczący Sądu Polowego 1. Dywizji Piechoty Wojska Polskiego od 28 maja do 1 września 1943 roku.
Przewodniczący Sądu Polowego 1. Korpusu Polskich Sił Zbrojnych w ZSRR od 2 września 1943 roku do 4 marca 1944 roku. Przewodniczący sądu polowego 3. Dywizji Wojska Polskiego od 5 marca do 19 września 1944 roku. Prezes Sądu Polowego 2. Armii Wojska Polskiego od 20 września 1944 roku do 25 sierpnia 1945 roku, 
Szef Wojskowego Sądu Okręgowego nr IV we Wrocławiu od 26 sierpnia 1945 roku do 6 października 1953 roku.
22 października 1953 r. wyjechał do ZSRR.